# Región de Waikato
Waikato es una región, en la zona septentrional de Isla Norte en Nueva Zelanda, ubicada a unos 150 km al sur de Auckland.

## Características
Tiene una superficie de 25.598 km², que en términos de extensión es similar a la de Cerdeña. Su capital es la ciudad de Hamilton. Reconocida por sus paisajes verdes, colinas y actividad agropecuaria, la región es atravesada por el río Waikato, el más largo de Nueva Zelanda (425 km). La costa oriental es ideal para la práctica del surf.

## Personas notables
- Jim Bolger: ex primer ministro de Nueva Zelanda
- Roy Calvert: piloto de la Segunda Guerra Mundial
- Helen Clark: ex primer ministro de Nueva Zelanda
- Don Clarke: jugador de rugby internacional
- The Datsuns: banda de rock
- Tim y Neil Finn: músicos y compositores
- Rob Hamill: campeón de remo y escritor
- Te Puea Herangi: princesa y líder Māori
- Rangimarie Hetet: considerado como un preservador de las artesanías maoríes, con títulos honorarios. Murió a los 103 años.
- Kimbra: notable compositor y cantante de Nueva Zelanda
- Dame Malvina Major: aclamada cantante internacional
- Bruce McLaren: piloto de automóviles y fundador del equipo que lleva su nombre
- Colin Meads: jugador de rugby internacional
- Andrew Nicholson: campeona del deporte ecuestre
- Tawera Nikau: jugador de rugby y comentarista deportivo
- Tuheitia Paki: Rey Māori, 2006-presente
- Simon Poelman: atleta de Nueva Zelanda
- Norman Read: Marchador. Medalla de oro en los Juegos Olímpicos de Melbourne 1956.
- Eva Rickard: líder y defensor de los derechos sobre las tierras maoríes
- Hilda Ross: activista humanitaria, primera mujer elegida para el consejo de ciudad de Hamilton
- Frank Sargeson: célebre escritor neozelandés
- Maurice Shadbolt: célebre escritor neozelandés
- Peter Snell: medallista de oro en los Juegos Olímpicos de 1964
- Te Atairangikaahu: Reina Māori, 1966-2006
- Te Rauparaha: Jefe y guerrero Māori
- Wiremu Tamihana Tarapipipi Te Waharoa: primer rey Māori de la época actual
- Dame Catalina Tizard: exalcalde de Auckland y primera mujer en ser gobernadora general de Nueva Zelanda
- Marcos Todd: deportista ecuestre olímpico, considerado como el "Jinete del Siglo"
- Jools y Lynda Topp: dúo cómico
- Daniel Vettori: excapitán de cricket de Nueva Zelanda
- Peter Jackson: director, guionista y productor de cine.